# Isabelle Turcotte-Baird
Isabelle Turcotte-Baird (Quebec, 24 september 1970), bijgenaamd Izzy, is een Canadees professioneel triatlete. Haar beste prestatie is tweemaal een derde plaats op het Canadees kampioenschap triatlon in 1997 en 1998.
Turcotte-Baird deed in 2000 mee aan de eerste triatlon op de Olympische Zomerspelen van Sydney. Ze behaalde een 31e plaats in een tijd van 2:08.29,49.
Ze is aangesloten bij Rouge et Or, Laval. Naast triatlete is ze werkzaam als fysiotherapeut en getrouwd met Ian Baird.

## Palmares

### triatlon
- 1997: 15e WK olympische afstand
- 1997:  Canadees kampioenschap triatlon
- 1997: 7e Canadees kampioenschap triatlon
- 1998: 30e WK olympische afstand
- 1998:  Canadees kampioenschap triatlon
- 1999: 10e Pan-Amerikaanse Spelen in Winnipeg - 2:05.55
- 1999: 43e WK olympische afstand in Montreal - 2:01.53
- 2000: 31e Olympische Spelen van Sydney - 2:08.29,49